# Lorazepam
Lorazepam (v Sloveniji na tržišču pod zaščitenima imenoma Loram in Lorsilan) je benzodiazepinska učinkovina z anksiolitičnim, pomirjevalnim/uspavalnim, amnestičnim, antikonvulzivnim in relaksantnim delovanjem. Od prihoda na trg leta 1971 se v prvi vrsti uporablja kot učinkovit anksiolitik. Je edina benzodiazepinska učinkovina, ki se uporablja tudi za lajšanje slabosti med kemoterapijo. Izkazuje relativno visoko tveganje za zasvojenost.

## Farmakologija
Lorazepam je srednjehitro delujoč benzodiazepin, ki se znatno razlikuje od drugih učinkovin iz te skupine zlasti zaradi njegovih farmakokinetičnih lastnosti (slaba topnost v vodi in maščobah, v visoki meri se veže na beljakovine, presnova poteče preko glukuronidacije do farmakološko neaktivnega presnovka) ter zaradi učinkovitosti v nizkih odmerkih (1 mg lorazepama ustreza 10 mg diazepama).

## Neželeni učinki
Vsak od petih farmakoloških učinkov lorazepama (anksiolitični, pomirjevalno/uspavalni, relaksantni, amnestični ali antikonvulzivni učinek) je lahko stranski učinek, če ga v dotičnem primeru ne želimo. Učinki lorazepama so dvisni od odmerka; višji je odmerek, bolj so izraženi želeni in neželeni učinki.
Sedacija je neželeni učinek, ki je za bolnike običajno najbolj moteč. Pri skupini 3500 bolnikov z anksioznostjo, zdravljenih z lorazepamom, so bili izraženi naslednji neželeni učinki: sedacija (15.9 %), omotica (6.9 %), šibkost (4.2 %), nemirnost (3.4 %). Sedacija in nemirnost sta bolj izraženi pri starejših bolnikih.